# 布祖拉河

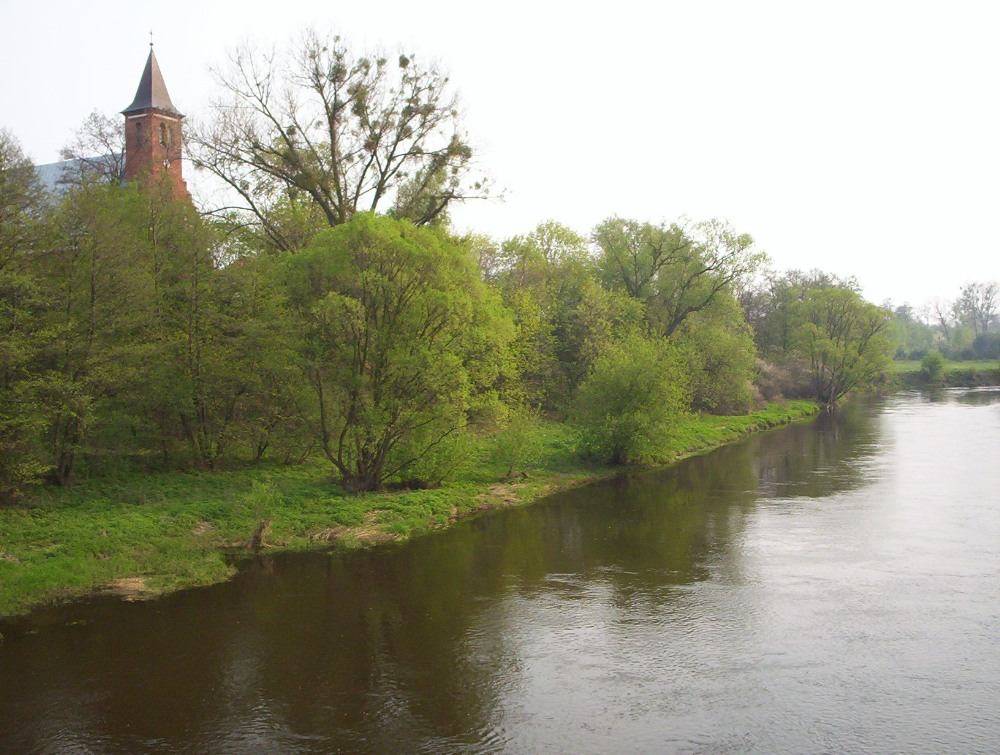

布祖拉河（波蘭語：Bzura）是波蘭的河流，位於該國中部，屬於維斯瓦河的支流，河道全長166公里，流域面積7,788平方公里，河畔城鎮有茲蓋日、羅茲地區亞歷山德魯夫、奧佐爾庫夫、文奇察、沃維奇、索哈切夫和維紹格魯德。
52°22′28″N 20°12′05″E / 52.3744464026°N 20.2012825012°E